# 流浪の民
流浪の民（るろうのたみ、ドイツ語: Zigeunerleben）は、ドイツ浪漫派の作曲家ロベルト・シューマンによって1840年に作曲された重唱曲『3つの詩 作品29』(独: 3 Gedichte, op.29) の第3曲。本来はピアノ伴奏の四重唱曲だが、合唱曲として演奏されることも多い。原題は「ロマの生活」もしくは「ロマの人生」の意味。
詩はエマヌエル・ガイベルによって書かれたもので、ナイル川のほとりからスペインを経てヨーロッパの町々をさすらうロマ（かつてはジプシーと呼ばれることが多かった。ドイツ語ではツィゴイナーとも）の生活を歌ったもので、「ジプシーはもともとはエジプトの民族である」という当時の不正確な俗説に基づいた内容となっている。
日本語の訳詞は石倉小三郎による。名訳として有名で、原詩を超えるとも評されるが、原詩との乖離が大きいとの批判もある。

## 「3つの詩」について
「流浪の民」以外の2曲は以下のとおり。
- 第1曲:「田舎風の歌 Ländliches Lied」(ソプラノ2、ピアノ)
- 第2曲:「歌 Lied」（ソプラノ3、ピアノ）…冒頭の歌詞「我が庭で撫子は（"In mein Garten die Nelken"）」と呼ばれることがある。